# Pilus
Els pili (singular pilus, del llatí cabell) són estructures en forma de pèl més curtes i fines que els flagels que es troben a la superfície de molts bacteris i arqueus.